# Alex Brown (giocatore di football americano)
Alex Brown (Phoenix, 30 agosto 1996) è un giocatore di football americano statunitense che milita nel ruolo di cornerback per i Edmonton Elks della Canadian Football League (CFL).

## Carriera

### San Francisco 49ers
Brown firmò con i San Francisco 49ers il 15 maggio dopo non essere stato scelto nel Draft NFL 2019. Il 25 luglio 2019 fu svincolato.

### Philadelphia Eagles
Brown in seguitò firmò con i Philadelphia Eagles ma fu svincolato il 4 agosto 2019.

### New York Jets
Brown firmò con i New York Jets il 5 agosto 2019. Malgrado una pre-stagione positiva, fu svincolato prima dell'inizio della stagione regolare.

### Kansas City Chiefs
Brown firmò con la squadra di allenamento dei Kansas City Chiefs il 2 settembre 2019. Fu promosso nel roster attivo il 5 dicembre. Debuttò come professionista tre giorni dopo contro i New England Patriots e chiuse la sua stagione da rookie con 3 presenze e 2 tackle. Prese parte anche alle tre gare di playoff senza fare registrare alcuna statistica. Il 2 febbraio 2020 scese in campo nel Super Bowl LIV contro i San Francisco 49ers che i Chiefs vinsero per 31-20, conquistando il primo titolo dopo cinquant'anni.

## Palmarès
- Super Bowl : 1

Kansas City Chiefs: LIV
- American Football Conference Championship: 1

Kansas City Chiefs: 2019